# Козацька (річка)
Козацька (рос. Казацкая, Казак) — річка (стариця) в Україні у Бериславському районі Херсонської області. Права притока Дніпра (басейн Дніпра).

## Опис
Довжина річки приблизно 15,91 км, найкоротша відстань між витоком і гирлом — 15,03  км, коефіцієнт звивистості річки — 1,06 . Формується декількома притоками та загатами.

## Розташування
Витікає з правого берега Дніпра на південно-східній околиці селища Козацьке. Тече переважно на північний захід і на південній околиці села Львове впадає у річку Дніпро.
Населені пункти вздовж берегової смуги: Одрадокам'янка, Миколаївка, Ольгівка.

## Цікаві факти
- Від витоку річки на північно-східній стороні на відстані приблизно 1,15 км пролягає автошлях Р47[3] (автомобільний шлях регіонального значення на території України. Проходить територією Херсонської області через Херсон — Нову Каховку — Таврійськ — Каховку — Асканію Нову — Новотроїцьке — Генічеськ).
- У XIX столітті біля витоку річки у селі Козацьке існувало багато вітряних млинів[1].